# El llibertí
El llibertí (títol original: Le libertin) és una pel·lícula francesa de Gabriel Aghion estrenada el 2000. Ha estat doblada al català.

## Argument
Al segle XVIII, mentre l'Església prohibeix la difusió de l'Enciclopèdia, el filòsof Diderot contínua no obstant això imprimint-la clandestinament al castell del Baró i de la Baronessa de Holbach.
El final del seu treball triga tanmateix: quina definició donar a la paraula « moral »? A més, l'arribada al castell del cardenal i de la Sra. Therbouche, una pretesa artista que ha vingut a fer un retrat de Diderot, no arregla les coses.
El cardenal no obstant això no s'hi quedarà gaire, en un castell on el vici és preferit als ensenyaments religiosos: un Diderot llibertí, una baronessa més llaminera que mai, un baró que inventa l'orgue dels porcs i uns altres afrodisiacs, dos marquesos homosexuals rebolcats en la luxúria, un cavaller que reprimeix la seva homosexualitat i la dona del qual és una nimfomana que malgrat tot no oblida de confessar-se i finalment les filles del baró i del filòsof que volen perdre la seva virginitat el més ràpidament possible.

## Repartiment
- Vincent Pérez: Denis Diderot
- Michel Serrault: el cardenal, germà del baró
- Fanny Ardant: Madame Therbouche
- Arielle Dombasle: Madame de Jerfeuil
- Josiane Balasko: Baronessa de Holbach
- Christian Charmetant: Cavaller de Jerfeuil
- Françoise Lépine: Madame Diderot
- François Lalande: Baró de Holbach
- Bruno Todeschini: Marqués de Cambrol
- Arnaud Lemaire: Marqués de Lutz
- Audrey Tautou: Julie de Holbach
- Vahina Giocante: Angélique Diderot
- Yan Duffas: Abraham
- Véronique Vella: La cosina de Jerfeuil
- Éric Savin: Cap de policia
- Thierry Nzeutem: Mohamed
- Texans Pomer: El criat

## Al voltant de la pel·lícula
- La cançó d'introducció, interpretada per Josiane Balasko, és una adaptació prou lliure de La paraula i la cosa, un poema galant de l'abat Gabriel-Charles de Lattaignant.
- Éric-Emmanuel Schmitt, l'autor de l'obra homònima Le Libertin, hauria exigit per contracte que es fixi l'esment "Lliurement traït del llibre d'Eric-Emmanuel Schmitt" al començament del film, denegant així tot caràcter d'adaptació de la seva obra.[3]